# 包頭市回民中學
包頭市回民中學地處中华人民共和国内蒙古自治区包头市東河區南海郑二窑子。是一所市屬重點中學。也是内蒙古西部地區唯一的一所以回族學生為主體的民族完全中學。

## 歷史
包頭市回民中學的前身是1947年成立的包头市私立崇真中學。它是包头市歷史上的第一所回族中學。1951年9月，綏遠省政府決定將崇真中學和土默特中學合併成綏遠省民族中學，存在四年的崇真中學就結束了。
1983年，包頭市委、市政府決定成立包頭市回民中學，由政府投資120萬元，學校選址在東河區回族聚居區東門大街。
1984年9月，包头市回民中學教學大樓竣工，同時開始招收以回族學生為主。1986年成為完全中學。高中部為職業高中。

## 現狀
1993年初，回民女幹部雪家琦擔任包頭回民中學校長兼書記。加大教學力度，中考成績取得很大提升。
1994年，中考升重點中學的升學率包頭市第一中學為0。
1998年，中考升學率東河區第一名。
2000年，恢復高中部（普通高中）。
2013年，整体搬迁新址。
目前，包頭回民中學與包頭市第一中學同為自治區重點中學。